# 秘密の絆
『秘密の絆』（Inventing the Abbotts）は、1997年制作のアメリカ映画。1950年代の中西部のスモールタウンを描いた作品。日本語版は未DVD化。

## ストーリー
1950年代、イリノイ州のある街。プレイボーイの兄ジェイシーと純朴な弟ダグがいる。隣家のアボット家は街一番の金持ちである。ジェイシーは、アボット家の主人ロイドがかつて自分の母ヘレンと不倫関係にあって、父の死もそれに関係があると思い込み、復讐心を抱き、アボット家の三人娘を長女アリス、次女エレノアの順に誘惑し陥落させる。ダグは三女パメラと次第に親密になるが、出会いと別れを繰り返す。

## キャスト
※括弧内は日本語吹替
- ダグ・ホルト - ホアキン・フェニックス（藤原啓治）
- ジェイシー・ホルト - ビリー・クラダップ（家中宏）
- エレノア・アボット - ジェニファー・コネリー（岡本麻弥）
- パメラ・アボット - リヴ・タイラー（湯屋敦子）
- アリス・アボット - ジョアンナ・ゴーイング（棚田恵美子）
- ヘレン・ホルト - キャシー・ベイカー（高島雅羅）
- ロイド・アボット - ウィル・パットン（納谷六朗）
- スティーヴ - マイケル・サットン
- ピーター - アレッサンドロ・ニヴォラ
- ヴィクター - ショーン・ハトシー
- ナレーション - マイケル・キートン

## スタッフ
- 製作：ロン・ハワード、ブライアン・グレイザー、ジャネット・メイヤーズ
- 監督：パット・オコナー
- 原作：スー・ミラー（英語版）
- 脚本：ケン・ヒクソン（英語版）
- 撮影：ケネス・マクミラン(カメラマン)（英語版）
- 美術：ゲイリー・フラットコフ
- 音楽：マイケル・ケイメン